# Роузмийд (град, Калифорния)
Роузмийд (на английски: Rosemead) е град в окръг Лос Анджелис, щата Калифорния, САЩ. Роузмийд е с население от 57594 жители (01/01/09) и обща площ от 13,35 km². Намира се на 97 m надморска височина. ЗИП кодовете му са 91770-91772, а телефонният му код е 626.